# Obciążenie użytkowe
Obciążenie użytkowe – dodatkowe, różne od ciężaru własnego, obciążenie konstrukcji budowlanej, związane z jej użytkowaniem.
Obciążeniem użytkowym jest na przykład: ciężar materiałów gromadzonych w magazynach, zbiornikach i silosach, ciężar widzów na trybunach hal widowiskowych, ciężar maszyn i urządzeń zamontowanych w halach produkcyjnych, ciężar pojazdów poruszających się po drogach i mostach itp.
Przy projektowaniu stropów w budynkach mieszkalnych, halach produkcyjnych i widowiskowych, budynkach użyteczności publicznej itp. maksymalne obciążenia użytkowe przyjmuje się zgodnie z obowiązującymi normami budowlanymi. Do obciążeń użytkowych nie są zaliczane: ciężar śniegu i parcie wiatru, ale ich wartości też są określane przez właściwe normy.